# 亨利·布萊恩特·比奇洛
亨利·布萊恩特·比奇洛（英語：Henry Bryant Bigelow，1879年10月3日—1967年12月11日）是一名美國海洋學家和海洋生物學家。他在哈佛大學任教60年，是伍茲霍爾海洋研究所的創始所長。美國的亨利·B·比奇洛號研究船就是以他的名字命名的。

## 生平
比奇洛是美國醫生和博物學家亨利·布萊恩特的孫子。
1901年從哈佛大學畢業後，他開始與著名的魚類學家亞歷山大·阿加西茲合作。比奇洛陪阿加西茲進行了數次重要的海洋科學探險，包括1907年在信天翁號上的探險。他於1905年開始在比較動物學博物館工作，並於1906年加入哈佛大學教職，在那裡他工作了62年。
1911年，比奇洛當選為美國文理科學院院士。1930年，他協助成立了伍茲霍爾海洋研究所，並擔任創始所長。他於1931年獲選為美國國家科學院院士，並於1937年獲選為美國哲學學會會士。他一生發表了一百多篇論文和幾本書。他是研究腔腸動物和板鳃類動物的專家。
1948年，比奇洛獲得美國國家科學院頒發丹尼爾·吉羅·艾略特獎章。

## 榮譽
亨利·布萊恩特·比奇洛海洋學獎章由伍茲霍爾海洋研究所頒發，以表揚「對海洋現象進行重大探究的人」。比奇洛於1960年成為該獎章的第一位得主。
美國國家海洋暨大氣總署研究船亨利·B·比奇洛號的命名就是對他的褒揚。

## 紀念
比奇洛的《緬因灣的魚類》（Fishes of the Gulf of Maine，與威廉·查爾斯·施羅德爾合著）於1953年首次出版，50年來一直是漁業和科學界的有用參考書。史密森尼學會出版社於2002年出版了大幅修訂的第三版。

### 描述
比奇洛為科學界描述了許多新物種，根據世界海洋物種目錄，其中有110種現今已被確認。

### 以比奇洛命名的物種
以他的名字命名的有26種和2個屬，包括比氏細鰩（Rajella bigelowi）和比氏燈籠棘鮫（Etmopterus bigelowi）。

## 外部連結
- Bigelow Laboratory